# Moblog
La parola moblog è una fusione tra i vocaboli mobile e blog. Un mobile blog, o moblog, consiste di contenuti inviati su Internet da uno strumento mobile appunto, portatile, come ad esempio un telefono cellulare o un palmare.
Una grande parte dello sviluppo iniziale dei moblog è dovuto al Giappone, che è stata una delle prime nazioni dove i telefoni cellulari con camera integrata sono stati commercializzati in larga scala.
Secondo la storia dei moblog di Joi Ito, il primo post sul web da un dispositivo mobile è attribuibile a Steve Mann, nel 1995. Egli utilizzò un computer cosiddetto "indossabile", che era un predecessore dei dispositivi ora utilizzati per i moblog. Il primo post su Internet da un dispositivo mobile standard fu di Tom Vilmer Paamand in Danimarca nel maggio 2000.
Il termine 'moblogging' fu coniato da Adam Greenfield per descrivere tale pratica nel 2002. Egli poi organizzò la prima conferenza internazionale sul moblogging (1IMC) nel luglio 2003 a Tokyo, con l'aiuto di Paul Baron, Gen Kanai, Carsten Schwesig e Steve Graff.
I weblog mantenuti da dispositivo portatile sono anche conosciuti come cyborblogs, soprattutto se basati principalmente sull'invio di immagini.
Con la diffusione della tecnologia UMTS e della Videochiamata, i moblog stanno sfruttando sempre più anche la tecnologia video. Come indicato dal Rapporto 2006 dell'Osservatorio permanente Mobile VAS Consumer del Politecnico di Milano  Archiviato l'8 novembre 2006 in Internet Archive., appartiene ad un'azienda italiana, Mobaila, il primato di aver introdotto per prima in Europa un videoblog completamente accessibile in videochiamata dal proprio telefono cellulare.